# Муниципалитеты Японии
В Японии имеется три уровня государственного управления: национальный (вся страна), префектурный и муниципальный. Страна поделена на 47 префектур. Каждая из префектур состоит из большого числа муниципалитетов: крупных городов (市 си), посёлков (町 тё), деревень (村 сон / мура) и специальных районов (区 ку) в Токио. В японском языке данная система именуется сикутёсон (яп. 市区町村 сикутё:сон).
Статус муниципального образования (село, посёлок или город) определяется властями префектуры. В большинстве случаев село или посёлок могут быть повышены до статуса города, если численность его населения превысит 50 000 человек, а город, в свою очередь, может (но не должен) быть понижен до посёлка или села, если численность его населения падает ниже 50 000 человек. Самый малонаселённый город, Утасинай, обладает численностью населения меньше 4000 человек, в то время как посёлок Отофукэ в той же префектуре обладает численностью населения почти в 40000 человек.
Некоторые города, определённые указами правительства, также имеют внутреннее деление на административные районы. Но, в отличие от специальных районов Токио, эти районы не являются отдельными муниципальными образованиями.
Некоторые из важнейших городов Японии:
- Фукуока, самый густонаселенный город в регионе Кюсю
- Хиросима, крупнейший промышленный город, расположенный в регионе Тюгоку острова Хонсю
- Китакюсю, город с населением около 1 миллиона жителей, остров Кюсю
- Киото, бывшая столица и исторический центр Японии
- Нагасаки, портовый город острова Кюсю
- Нагоя, центр автомобильной промышленности на востоке Хонсю
- Саппоро, крупнейший город острова Хоккайдо
- Сэндай, центр северного Хонсю
- Йокогама, портовый город к югу от Токио.

Столица Японии, Токио, больше не обладает статусом города. Префектура Токио теперь поделена на 23 особых района, каждый из которых, фактически, приравнен к отдельному городу (хотя в некоторых случаях эти 23 района всё равно рассматриваются как цельный город).